# Акишин (хутор)
Акишин — хутор в Урюпинском районе Волгоградской области России, в составе Дьяконовского сельского поселения. Расположен при балке Каменной, в 12 км к востоку от Урюпинска.
Население — 182 (2010) человека. 

## История
Дата основания не установлена. Хутор относился к юрту станицы Урюпинской Хопёрского округа Земли Войска Донского (с 1870 года — Область Войска Донского). В 1859 году на хуторе Дьяконовском проживали 18 мужчин и 21 женщина. К 1897 году на хуторе проживал уже 141 житель: 66 мужчин и 75 женщин, из них грамотных мужчин — 37, женщин — 8.
Согласно алфавитному списку населённых мест Области Войска Донского 1915 года на хуторе проживало 56 мужчин и 63 женщины. Выделенного земельного надела хутор не имел.
В 1921 году хутор был включён в состав Царицынской губернии. С 1928 года — в составе Урюпинского района Хопёрского округа (упразднён в 1930 году) Нижне-Волжского края (с 1934 года — Сталинградского края, с 1936 года — Сталинградской области, с 1961 года — Волгоградской области).

## География
Хутор находится в лесостепи, при балке Каменной (бассейн реки Хопёр), в пределах Хопёрско-Бузулукской равнины, являющейся южным окончанием Окско-Донской низменности. Центр хутора расположен на высоте около 100 метров над уровнем моря. Со всех сторон хутор окружён полями. Почвы — чернозёмы обыкновенные.
Через хутор проходит автодорога Урюпинск - Долгий. По автомобильным дорогам расстояние до областного центра города Волгоград составляет 340 км, до районного центра города Урюпинска - 12 км (до центра города).
Часовой пояс
Акишин, как и вся Волгоградская область, находится в часовой зоне МСК (московское время). Смещение применяемого времени относительно UTC составляет +3:00.

## Население
Динамика численности населения по годам:
| 1859 | 1873 | 1897 | 1915 | 1987 | 2002 |
| ---- | ---- | ---- | ---- | ---- | ---- |
| 39   | 99   | 141  | 119  | ≈120 | 187  |

| 2010 |
| ---- |
| 182  |